# Wicker-Gruppe
Die Wicker-Gruppe ist eine Unternehmensgruppe mit Hauptsitz in Bad Wildungen im Landkreis Waldeck-Frankenberg in Hessen, die Kliniken, Thermalbäder und Hotels betreibt.

## Überblick
1965 wurde die erste Wicker-Klinik, das Sanatorium Wicker mit 280 Betten und 85 Mitarbeitern im nordhessischen Bad Wildungen, eröffnet. Durch eine Reihe von Zukäufen und Neubauten wuchs die Wicker-Gruppe und umfasst unter privater Trägerschaft heute neun Rehabilitationskliniken und drei Akutkrankenhäuser in Hessen und Nordrhein-Westfalen mit insgesamt 3.500 Betten. Die ebenfalls zum Unternehmen gehörenden zwei Medizinischen Versorgungszentren (MVZ) an der Werner Wicker Klinik und der Hardtwaldklinik I verfügen über Versorgungsangebote in den Indikationen Radiologie, Neurologie und Orthopädie. Aus- und Weiterbildungen im Bereich Pflege werden im Bildungszentrum an der Werner Wicker Klinik angeboten. Insgesamt sind in der Unternehmensgruppe 3.500 Mitarbeiter beschäftigt.
Neben den Kliniken werden zwei Thermalbäder, ein Hotel und die Werner Wicker Wohnungsbau in Ahnatal bei Kassel betrieben. Von 1976 bis 2012 war Wicker Konzessionär der Spielbank Bad Homburg. Seit 1984 gehört das Spielkasino Casino 2000 in Bad Mondorf (Luxemburg) zur Wicker-Gruppe. 2012 wurde von der Wicker-Gruppe die Wicker Gesundheit & Pflege als selbständiges Unternehmen abgetrennt.
Gründer und bis zu seinem Tod Geschäftsführer war der Unternehmer Werner J. Wilhelm Wicker (1935–2020). Geschäftsführer sind die Enkel des Gründers, Anna-Carina Jungermann und Christopher Leeser. 

## Wicker-Kliniken
- Bad Wildungen: Werner Wicker Klinik Orthopädisches Schwerpunktklinikum, Wicker Klinik, Klinik am Homberg
- Bad Zwesten: Hardtwaldklinik I, Hardtwaldklinik II
- Kassel: Habichtswald-Klinik, Psychosomatische Akut-Klinik Kassel-Bad Wilhelmshöhe, Ayurveda-Klinik
- Bad Sooden-Allendorf: Klinik Hoher Meißner, Sonnenberg-Klinik
- Bad Homburg vor der Höhe: Wicker Klinik / Wirbelsäulenklinik
- Bad Oeynhausen: Klinik Am Osterbach

## Bäder

### Taunus-Therme

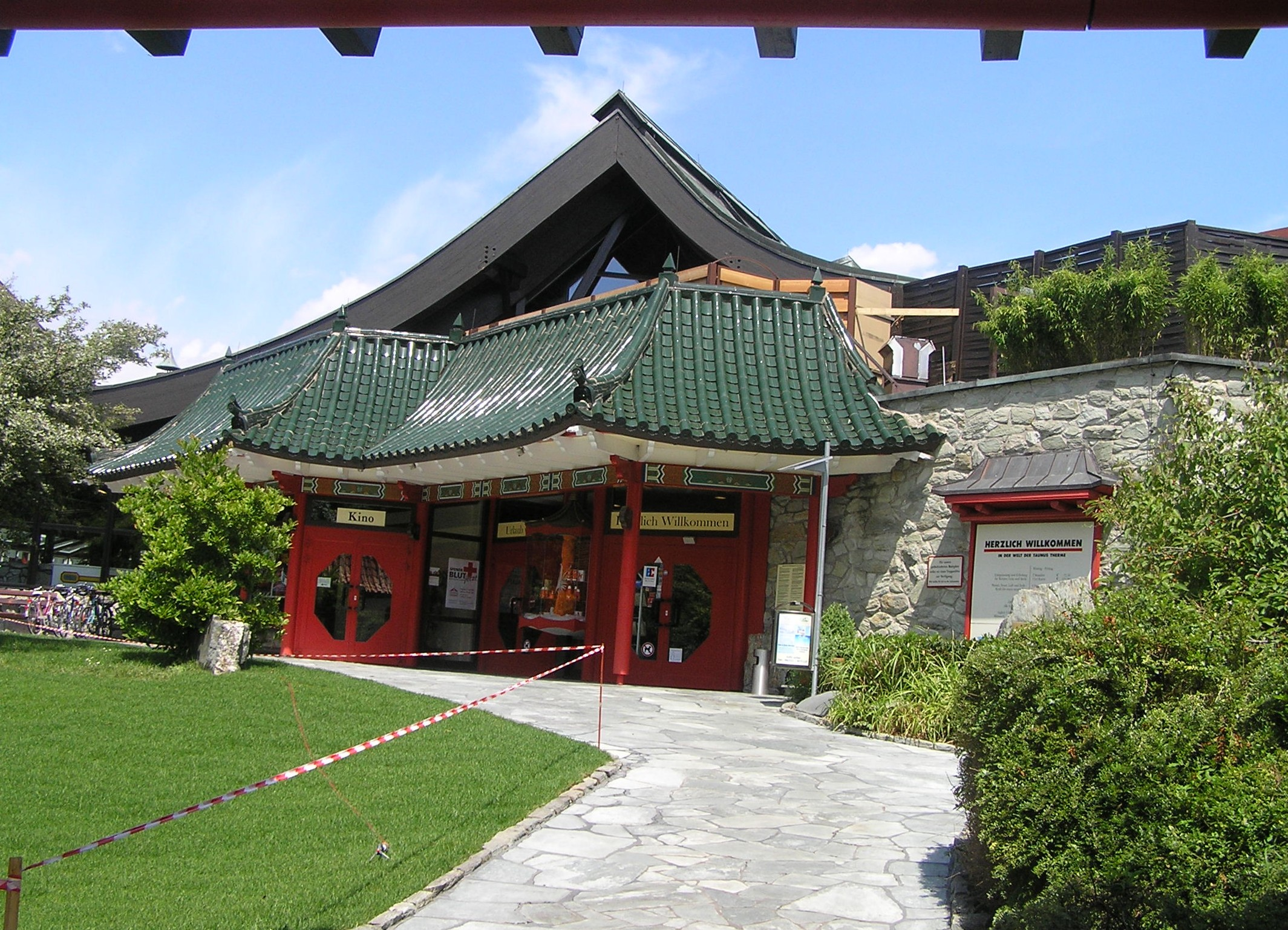
Eingangsbereich der Taunus-Therme

Die Taunus-Therme (⊙) ist ein 1980 eröffnetes Gesundheits- und Erholungsbad der Wicker-Gruppe in Bad Homburg vor der Höhe. Es ist im Stadtteil Gonzenheim am Kurpark gelegen.
Die Wasserlandschaft der Taunus-Therme beträgt mehr als 1400 Quadratmeter. Neben diversen Schwimmbecken umfasst das Angebot zum Entspannen Whirlpools, Saunabäder, Solarien, ein Dampfbad, eine Solegrotte und eine Infrarotkabine. Ferner existiert ein abgetrennter FKK-Bereich. Des Weiteren haben Besucher die Möglichkeit, an Spa-Programmen und verschiedenen Kursen teilzunehmen.
Am 12. Februar 1983 wurde die Taunus-Therme durch einen Großbrand fast völlig zerstört. Als Ursache gilt ein elektrischer Defekt im Solariumsbereich. Der Sachschaden betrug über 50 Millionen DM. Der Brand des 1800 Quadratmeter großen Hallenbades war einer der größten Feuerwehreinsätze der Region. Am 20. Januar 1984 wurde die Taunus-Therme wiedereröffnet.
Bis 2019 befand sich in der Taunus-Therme 30 Jahre lang ein Kino.

### Kurhessen-Therme
Die Kurhessen-Therme ist ein Thermalbad der Wicker-Gruppe im Kasseler Stadtteil Bad Wilhelmshöhe.

## Kurhotel Hochsauerland 2010
Im upländischen Willingen liegt das Kurhotel Hochsauerland 2010. Das Hotel verfügt über 284 Betten, einen Wellnessbereich mit Schwimmbad und Saunalandschaft sowie ein Restaurant.